# Jorge Basadre (provincie)
Jorge Basadre is een van de vier provincies in de regio Tacna in Peru. De provincie heeft een oppervlakte van 2.929 km² en heeft 9.034 inwoners (2015). De hoofdplaats van de provincie is het district Locumba.
De provincie grenst in het noorden aan de regio Moquegua, in het oosten aan de provincie Candarave, in het zuiden aan de provincie Tacna en in het westen aan de Grote Oceaan.

## Bestuurlijke indeling
De provincie is onderverdeeld in drie districten:
- Ilabaya
- Ite
- Locumba, hoofdplaats van de provincie

Candarave · Jorge Basadre · Tacna · Tarata